# 카를 노이만
카를 고트프리트 노이만(영어: Carl Gottfried Neumann, 1832년 5월 7일 ~ 1925년 3월 27일)은 독일의 수학자다. 물리학자 프란츠 에른스트 노이만의 아들이다.

## 같이 보기
- 베셀 함수